# Centro Cultural da Espanha em São Paulo
O Centro Cultural da Espanha em São Paulo (CCE_SP) foi uma instituição e espaço de estudo e fomento à cultura, fundado pelo governo espanhol e localizado na cidade de São Paulo. Funcionou de 2007 a novembro de 2012.
Ele fazia parte de uma rede de centros culturais instalados nas principais cidades dos países iberoamericanos, cuja missão é promover a cooperação e intercâmbio cultural entre si. Formalmente, estava ligado à Agência Espanhola de Cooperação Internacional para o Desenvolvimento (AECID), do Ministério de Assuntos Exteriores e de Cooperação da Espanha.
A atuação do centro teve expressão ampla, seja na cultura popular, em formas contemporâneas, ou na arte digital. Como possuía sede, embora não permanente, frequentemente organizava suas atividades em parceria com outras instituições.
Sua sede abrigava ainda uma biblioteca e filmoteca, abertas ao público geral e direcionadas a pesquisadores da arte e cultura iberoamericanas.